# Érseki Simor Könyvtár
Az Érseki Simor Könyvtár vagy csak Simor Könyvtár (latinul: Bibliotheca Joannis Card. Simor) Esztergomban, a prímási palotában működik. Fenntartója a Esztergom-Budapesti Főegyházmegye. Állománya körülbelül 70 000 kötet, elsődlegesen teológia, történettudomány, irodalomtudomány, filológia, művészettörténet és pedagógia témakörben. Előzetes bejelentkezés alapján fogadja a kutatókat.

## Története

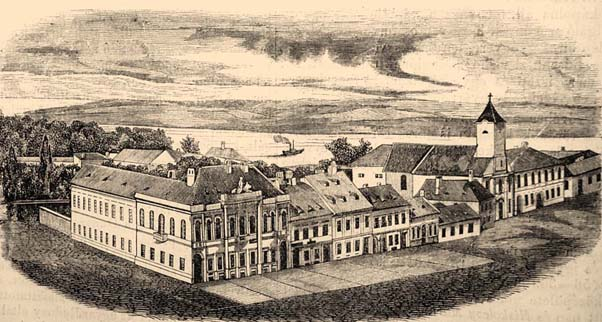
A könyvtár eredeti helye, a Bibliotheca (balra)

A könyvtárat Simor János hercegprímás alapította. Külön alapítólevél hiányában az érsek székfoglalásától (1867) számítják a könyvtár létrejöttét, melynek alapját Simor Győrből hozott magánkönyvtára jelentette. A gyűjtemény kezdetben a Bibliotheca épületében kapott helyet. A 40 000 kötetet Európát behálózó könyvszakértők révén gyűjtötte össze, de külföldi útjairól nem egyszer maga is új könyvekkel tért haza. Önálló könyvtár létrehozásában az a cél vezérelte, hogy felülmúlja az addigi prímások 1854-ben egyesített gyűjteményét. Ettől kezdve az elhunyt prímások magánkönyvtárai már a Simor Könyvtárat gyarapították, de ezen kívül a Hercegprímási Uradalom Könyvtára és a Főegyházmegyei Főtanfelügyelőség pedagógiai könyvállománya is ide került. 1877-ben Sujánszky Antal költő-kanonok készítette el a katalógusát.
| „                                                     | A könyvállományok két emeletre emelkednek, s nehogy nedves időben az állványok vasrúdjain a könyveket rozsda bántsa, fával vannak bevonva. (...) Szorgosan meg van választva e könyvtár helye, távol minden oly helyiségtől, ahonnan tűz üthetne ki, azonkívül a termet vasajtók zárják. | ” |
| – Dankó József: Simor János bíbornok könyvtára (1887) | |   |

A vízivárosi prímási palota nagyszabású bővítésére 1881-1882-ben került sor, a bazilika végső kialakítását is végző Lippert József prímási építész tervei szerint. A munkálatok után itt kapott helyet a Prímási Levéltár és Keresztény Múzeum mellett Simor könyvtára is. A könyvek emeletes, tűzmentes, a folyosókon hosszan elnyúló vasállványokra vannak elosztva. Az emeleteket csigalépcsők, a vas erkélyeket kishidak kötik össze. Helyenként jegyzetek készítésére alkalmas dolgozóhelyek vannak az állványzat mellett.

## A gyűjtemény
35 középkori kódexen. 13 középkori kéziraton, 259 ősnyomtatványon kívül sok irodalmi, történelmi és művészettörténeti ritkaságot őriz. Ilyenek az 1848-as bécsi forradalom folyóiratai. A könyvtár a Főegyházmegyei Hivatal által beszerzett könyvekkel és folyóiratokkal, továbbá az esztergomi érsekek magánkönyvtárával gyarapszik. Így itt találhatóak Vaszary Kolos, Csernoch János, Serédi Jusztinián, Mindszenty József és Lékai László bíborosok könyvei.
Az Esztergomi érsekség négy nagyobb könyvtárának (Az Esztergomi Hittudományi Főiskola Könyvtára, Érseki Simor Könyvtár, Keresztény Múzeum Könyvtára és a Főszékesegyházi Könyvtár) katalógusa a jövőben együttesen kereshető lesz az  Interneten.